# Climat de l'Arménie
L'Arménie possède un climat continental, parfois montagnard. Les températures extrêmes vont de moins de -30 °C en hiver à presque 50 °C (dans le sud du pays), bien que la plupart du temps les températures soient plus clémentes. Les précipitations sont faibles, surtout en été.

## Diagramme
Voici le diagramme ombrothermique d'Erevan :
|                     | Janvier | Février | Mars | Avril | Mai | Juin | Juillet | Août | Septembre | Octobre | Novembre | Décembre | année |
| Températures [°C]   | -5      | 0       | 7    | 11    | 19  | 23   | 25      | 25   | 20        | 15      | 8        | 1        | 13    |
| Précipitations [mm] | 23      | 25      | 28   | 48    | 53  | 23   | 15      | 8    | 13        | 23      | 31       | 28       | 318   |